# Patrik Hall
Patrik Hall, född 17 oktober 1966 i Ulricehamn, är en svensk professor i statsvetenskap vid Malmö universitet. Han är även en aktiv entomolog.

## Akademisk karriär
Hall disputerade vid Lunds universitet 1998 på en avhandling om svensk nationalism. Han har, utöver svensk nationalism, bedrivit forskning om IT-politik, grön upphandling, managementreformer , projektorganisering  samt svensk innovationspolitik. 2017 blev han professur i statsvetenskap.
Hall var med och författade boken Mötesboken – Tolkningar av arbetslivets sammanträden och rosévinsmingel (2019) som belyser att mötena på jobbet blir allt fler. I boken lyfts det fram att det ökande antalet möten är framförallt en effekt av att samhället på olika sätt blivit både mer komplext och demokratiskt. Hall menar att möten blir mer frekventa ju högre upp i kontorshierarkin man kommer. Det kan fungera som gruppterapi, säger Hall. Forskningen utfördes av en grupp bestående av sociologer och statsvetare på Malmö universitet och Lunds universitet.

## Forskningsprojekt
Kort efter Hall erhöll sin professur i statsvetenskap påbörjade Hall forskningsprojektet "Tillvaratagandet av praktiska kunskaper: sociala investeringar som verktyg för kommunal styrning och organisering?". Projektet avser att utföra tio svenska och en finsk fallstudie/r vars syfte är att besvara frågan om vilka förutsättningar som krävs för att uppnå långsiktiga konsekvenser i temporära organisationer inom kommunerna. Bedömningen är att forskningen ska vara klar den 31 december 2020.
Den 1 juli 2019 påbörjade Hall forskningsprojektet "Byråkratisering av offentliga organisationer? En jämförande studie av organisationsprofessionella i Sverige och Nya Zeeland". Syftet med projektet är att beskriva och förklara expansionen av organisationsprofessionella inom offentliga organisationer. Forskningen utförs genom att studera högt uppsatta tjänstemän i roller som ekonomer, HR, strateger och kommunikatörer. Forskningen bedöms vara avklarad den 30 juni 2022.

### Tidigare forskningsprojekt
Tidigare har Hall drivit fyra forskningsprojekt med bland annat Lunds universitet, Chalmers tekniska högskola och University of the Arts London som samarbetspartner.
- Samverkan och autonomi inom offentlig förvaltning: problem, möjlighet eller båda delar? – 1 januari 2012 – 31 december 2017. Samarbetspartner: Lunds universitet och Eslövs kommun.[14]
- Policy Instruments for sustainable fashion – 1 juni 2011 – 31 maj 2015. Samarbetspartner: Copenhagen Business School, Chalmers tekniska högskola, University of the Arts London.[15]
- Byråskapande byråkrater? En jämförelse av Sverige och Danmark – 1 januari 2008 – 31 december 2011. Samarbetspartner: Roskilde universitetscenter.[16]
- Byråkratisering som konsekvens av företagsreformer inom offentlig förvaltning – 1 januari 2007 – 31 december 2010.[17]

## Entomologi
Patrik Hall har funnit tre för Sverige helt nya insektsarter: storfläckig mossmal, Bryotropha basaltinella , som han upptäckte den 25 maj 2016, och senare skinnbaggarna Eremocoris podagricus som han upptäckte den 16 april 2018  och Psallus pseudoplatani som han upptäckte 8 juni 2019. Patrik har som entomolog porträtterats i tidskriften Yrfän, där beskrivs hans många upptäcktsresor i Sverige samt hans särskilda intresse och kunskap om skinnbaggar och stritar.

## Familj
Patrik Hall är gift med Åsa och har tre barn.[källa behövs]